# Јунгби
Јунгби (швед. Ljungby) град је у Шведској, у јужном делу државе. Град је у оквиру Крунубершког округа, где је други по величини и значају град. Јунгби је истовремено и седиште истоимене општине.

## Природни услови
Јунгби се налази у јужном делу Шведске и Скандинавског полуострва. Од главног града државе, Стокхолма, град је удаљен 430 км југозападно.
Јунгби је смештен у бреговитој унутрашњости Шведске, на приближно 140 м. Кроз град протиче река Лаган. Око града постоји низ мањих језера.

## Историја
Прво стално насеље на датом подручју јавља се око 1000. године, али је оно било без веће значаја.
Тек почетком 19. века насеље почиње јачати као трговиште, па добија градска права 1829. године.
1953. године тадашњи Јунгби је прогутао пожар, после чега је град обновљен по савременим модернистичким начелима.

## Становништво
Јунгби је данас град средње величине за шведске услове. Град има око 15.000 становника (податак из 2010. г.), а градско подручје, тј. истоимена општина има око 27.000 становника (податак из 2010. г.). Последњих деценија број становника у граду расте.
До средине 20. века Јунгби су насељавали искључиво етнички Швеђани. Међутим, са јачањем усељавања у Шведску, становништво Јунгбија је постало шароликије, али опет мање него у случају других већих градова у држави.

## Привреда
Данас је Јунгби савремени град са посебно развијеном индустријом. Последње две деценије посебно се развијају трговина, услуге и туризам.

## Збирка слика
- Градски музеј
- Споменик у средишту града
- Градска црква
- Јунгби зими